# أليسيا باز
أليسيا باز (بالإسبانية: Alicia Paz؛ بالإنجليزية: Alicia Paz؛ بالفرنسية: Alicia Paz) هي فنانة ورسامة مكسيكية وأمريكية وفرنسية، ولدت في 1967 في مدينة مكسيكو في المكسيك.